# Partecipanti al Tour de France 2015
Elenco dei partecipanti al Tour de France 2015.
Il Tour de France 2015 fu la centoduesima edizione della corsa. Alla competizione presero parte 22 squadre, le diciassette iscritte all'UCI World Tour 2015 e le cinque squadre invitate (la Europcar, la Cofidis, la Bora-Argon 18, la Bretagne-Séché Environnement e la MTN-Qhubeka, tutte di categoria UCI Professional Continental), ciascuna delle quali composta da nove corridori, per un totale di 198 ciclisti. La corsa partì il 4 luglio da Utrecht, nei Paesi Bassi, e terminò il 26 luglio sugli Champs-Élysées, a Parigi.

## Corridori per squadra
Nota: R ritirato, NP non partito, FT fuori tempo, SQ squalificato 
| Astana Pro Team              | Astana Pro Team              | Astana Pro Team              | Team Giant-Alpecin        | Team Giant-Alpecin        | Team Giant-Alpecin        | Team Cannondale-Garmin       | Team Cannondale-Garmin       | Team Cannondale-Garmin       |
| ---------------------------- | ---------------------------- | ---------------------------- | ------------------------- | ------------------------- | ------------------------- | ---------------------------- | ---------------------------- | ---------------------------- |
| 1                            | Vincenzo Nibali              | 4º                           | 81                        | John Degenkolb            | 109º                      | 161                          | Andrew Talansky              | 11º                          |
| 2                            | Lars Boom                    | NP 10ª                       | 82                        | Warren Barguil            | 14º                       | 162                          | Jack Bauer                   | R 5ª                         |
| 3                            | Jakob Fuglsang               | 23º                          | 83                        | Roy Curvers               | 106º                      | 163                          | Nathan Haas                  | R 17ª                        |
| 4                            | Andrij Hrivko                | 64º                          | 84                        | Koen de Kort              | 73º                       | 164                          | Ryder Hesjedal               | 40º                          |
| 5                            | Dmitrij Gruzdev              | 131º                         | 85                        | Tom Dumoulin              | R 3ª                      | 165                          | Kristijan Koren              | 69º                          |
| 6                            | Tanel Kangert                | 22º                          | 86                        | Simon Geschke             | 38º                       | 166                          | Sebastian Langeveld          | R 15ª                        |
| 7                            | Michele Scarponi             | 41º                          | 87                        | Georg Preidler            | 87º                       | 167                          | Daniel Martin                | 39º                          |
| 8                            | Rein Taaramäe                | R 11ª                        | 88                        | Ramon Sinkeldam           | R 14ª                     | 168                          | Ramūnas Navardauskas         | 143º                         |
| 9                            | Lieuwe Westra                | 77º                          | 89                        | Albert Timmer             | 139º                      | 169                          | Dylan van Baarle             | 147º                         |
| Manager: Giuseppe Martinelli | Manager: Giuseppe Martinelli | Manager: Giuseppe Martinelli | Manager: Rudi Kemna       | Manager: Rudi Kemna       | Manager: Rudi Kemna       | Manager: Charles Wegelius    | Manager: Charles Wegelius    | Manager: Charles Wegelius    |
| AG2R La Mondiale             | AG2R La Mondiale             | AG2R La Mondiale             | Team Katusha              | Team Katusha              | Team Katusha              | Cofidis, Solutions Crédits   | Cofidis, Solutions Crédits   | Cofidis, Solutions Crédits   |
| 11                           | Jean-Christophe Péraud       | 61º                          | 91                        | Joaquim Rodríguez         | 29º                       | 171                          | Nacer Bouhanni               | R 5ª                         |
| 12                           | Romain Bardet                | 9º                           | 92                        | Giampaolo Caruso          | 90º                       | 172                          | Nicolas Edet                 | 111º                         |
| 13                           | Jan Bakelants                | 20º                          | 93                        | Jacopo Guarnieri          | 149º                      | 173                          | Christophe Laporte           | 127º                         |
| 14                           | Mikaël Cherel                | 18º                          | 94                        | Marco Haller              | 126º                      | 174                          | Luis Ángel Maté              | 43º                          |
| 15                           | Ben Gastauer                 | R 11ª                        | 95                        | Dmitrij Kozončuk          | R 3ª                      | 175                          | Daniel Navarro               | 66º                          |
| 16                           | Damien Gaudin                | 146º                         | 96                        | Alexander Kristoff        | 130º                      | 176                          | Florian Sénéchal             | 135º                         |
| 17                           | Christophe Riblon            | 68º                          | 97                        | Alberto Losada            | 58º                       | 177                          | Julien Simon                 | 94º                          |
| 18                           | Johan Vansummeren            | R 11ª                        | 98                        | Tiago Machado             | 72º                       | 178                          | Geoffrey Soupe               | 123º                         |
| 19                           | Alexis Vuillermoz            | 26º                          | 99                        | Luca Paolini              | SQ 8ª                     | 179                          | Kenneth Vanbilsen            | 158º                         |
| Manager: Vincent Lavenu      | Manager: Vincent Lavenu      | Manager: Vincent Lavenu      | Manager: José Azevedo     | Manager: José Azevedo     | Manager: José Azevedo     | Manager: Didier Rous         | Manager: Didier Rous         | Manager: Didier Rous         |
| FDJ                          | FDJ                          | FDJ                          | Orica-GreenEDGE           | Orica-GreenEDGE           | Orica-GreenEDGE           | IAM Cycling                  | IAM Cycling                  | IAM Cycling                  |
| 21                           | Thibaut Pinot                | 16º                          | 101                       | Simon Gerrans             | R 3ª                      | 181                          | Mathias Frank                | 8º                           |
| 22                           | William Bonnet               | R 3ª                         | 102                       | Michael Albasini          | NP 6ª                     | 182                          | Matthias Brändle             | 156º                         |
| 23                           | Sébastien Chavanel           | 160º                         | 103                       | Luke Durbridge            | 151º                      | 183                          | Sylvain Chavanel             | 54º                          |
| 24                           | Arnaud Démare                | 138º                         | 104                       | Daryl Impey               | NP 4ª                     | 184                          | Stef Clement                 | 59º                          |
| 25                           | Alexandre Geniez             | 112º                         | 105                       | Michael Matthews          | 152º                      | 185                          | Jérôme Coppel                | R 17ª                        |
| 26                           | Matthieu Ladagnous           | 71º                          | 106                       | Svein Tuft                | 159º                      | 186                          | Martin Elmiger               | 100º                         |
| 27                           | Steve Morabito               | R 14ª                        | 107                       | Pieter Weening            | 144º                      | 187                          | Reto Hollenstein             | 75º                          |
| 28                           | Jérémy Roy                   | 105º                         | 108                       | Adam Yates                | 50º                       | 188                          | Jarlinson Pantano            | 19º                          |
| 29                           | Benoît Vaugrenard            | 113º                         | 109                       | Simon Yates               | 89º                       | 189                          | Marcel Wyss                  | 60º                          |
| Manager: Yvon Madiot         | Manager: Yvon Madiot         | Manager: Yvon Madiot         | Manager: Matthew White    | Manager: Matthew White    | Manager: Matthew White    | Manager: Eddy Seigneur       | Manager: Eddy Seigneur       | Manager: Eddy Seigneur       |
| Team Sky                     | Team Sky                     | Team Sky                     | Etixx-Quick Step          | Etixx-Quick Step          | Etixx-Quick Step          | Bora-Argon 18                | Bora-Argon 18                | Bora-Argon 18                |
| 31                           | Chris Froome                 | 1º                           | 111                       | Michał Kwiatkowski        | R 17ª                     | 191                          | Dominik Nerz                 | R 11ª                        |
| 32                           | Peter Kennaugh               | R 16ª                        | 112                       | Mark Cavendish            | 142º                      | 192                          | Jan Bárta                    | 25º                          |
| 33                           | Leopold König                | 70º                          | 113                       | Michał Gołaś              | 95º                       | 193                          | Sam Bennett                  | R 17ª                        |
| 34                           | Wout Poels                   | 44º                          | 114                       | Tony Martin               | NP 7ª                     | 194                          | Emanuel Buchmann             | 83º                          |
| 35                           | Richie Porte                 | 48º                          | 115                       | Mark Renshaw              | R 18ª                     | 195                          | Zak Dempster                 | R 12ª                        |
| 36                           | Nicolas Roche                | 35º                          | 116                       | Zdeněk Štybar             | 103º                      | 196                          | Bartosz Huzarski             | 108º                         |
| 37                           | Luke Rowe                    | 136º                         | 117                       | Matteo Trentin            | 117º                      | 197                          | José Mendes                  | 140º                         |
| 38                           | Ian Stannard                 | 128º                         | 118                       | Rigoberto Urán            | 42º                       | 198                          | Andreas Schillinger          | NP 4ª                        |
| 39                           | Geraint Thomas               | 15º                          | 119                       | Julien Vermote            | 116º                      | 199                          | Paul Voss                    | 99º                          |
| Manager: Servais Knaven      | Manager: Servais Knaven      | Manager: Servais Knaven      | Manager: Wilfried Peeters | Manager: Wilfried Peeters | Manager: Wilfried Peeters | Manager: Enrico Poitschke    | Manager: Enrico Poitschke    | Manager: Enrico Poitschke    |
| Tinkoff-Saxo                 | Tinkoff-Saxo                 | Tinkoff-Saxo                 | Team Europcar             | Team Europcar             | Team Europcar             | Bretagne-Séché Environnement | Bretagne-Séché Environnement | Bretagne-Séché Environnement |
| 41                           | Alberto Contador             | 5º                           | 121                       | Pierre Rolland            | 10º                       | 201                          | Eduardo Sepúlveda            | SQ 14ª                       |
| 42                           | Ivan Basso                   | NP 10ª                       | 122                       | Bryan Coquard             | 110º                      | 202                          | Frédéric Brun                | 141º                         |
| 43                           | Daniele Bennati              | R 11ª                        | 123                       | Cyril Gautier             | 34º                       | 203                          | Anthony Delaplace            | 85º                          |
| 44                           | Roman Kreuziger              | 17º                          | 124                       | Yohann Gène               | 137º                      | 204                          | Pierrick Fédrigo             | 52º                          |
| 45                           | Rafał Majka                  | 28º                          | 125                       | Bryan Nauleau             | 157º                      | 205                          | Brice Feillu                 | 98º                          |
| 46                           | Michael Rogers               | 36º                          | 126                       | Perrig Quéméneur          | 74º                       | 206                          | Armindo Fonseca              | 119º                         |
| 47                           | Peter Sagan                  | 46º                          | 127                       | Romain Sicard             | 33º                       | 207                          | Arnaud Gérard                | 133º                         |
| 48                           | Matteo Tosatto               | 132º                         | 128                       | Angélo Tulik              | 91º                       | 208                          | Pierre-Luc Périchon          | 81º                          |
| 49                           | Michael Valgren Andersen     | R 19ª                        | 129                       | Thomas Voeckler           | 45º                       | 209                          | Florian Vachon               | 88º                          |
| Manager: Fabrizio Guidi      | Manager: Fabrizio Guidi      | Manager: Fabrizio Guidi      | Manager: Andy Flickinger  | Manager: Andy Flickinger  | Manager: Andy Flickinger  | Manager: Emmanuel Hubert     | Manager: Emmanuel Hubert     | Manager: Emmanuel Hubert     |
| Movistar Team                | Movistar Team                | Movistar Team                | Team Lotto NL-Jumbo       | Team Lotto NL-Jumbo       | Team Lotto NL-Jumbo       | MTN-Qhubeka                  | MTN-Qhubeka                  | MTN-Qhubeka                  |
| 51                           | Nairo Quintana               | 2º                           | 131                       | Robert Gesink             | 6º                        | 211                          | Edvald Boasson Hagen         | 82º                          |
| 52                           | Winner Anacona               | 57º                          | 132                       | Wilco Kelderman           | 79º                       | 212                          | Steve Cummings               | 86º                          |
| 53                           | Jonathan Castroviejo         | 24º                          | 133                       | Steven Kruijswijk         | 21º                       | 213                          | Tyler Farrar                 | 154º                         |
| 54                           | Alex Dowsett                 | R 12ª                        | 134                       | Tom Leezer                | 153º                      | 214                          | Jacques Janse van Rensburg   | 96º                          |
| 55                           | Imanol Erviti                | 115º                         | 135                       | Paul Martens              | 80º                       | 215                          | Reinardt Janse van Rensburg  | 51º                          |
| 56                           | José Herrada                 | 65º                          | 136                       | Bram Tankink              | 55º                       | 216                          | Merhawi Kudus                | 84º                          |
| 57                           | Gorka Izagirre               | 32º                          | 137                       | Laurens ten Dam           | 92º                       | 217                          | Louis Meintjes               | NP 18ª                       |
| 58                           | Adriano Malori               | 107º                         | 138                       | Jos van Emden             | 121º                      | 218                          | Serge Pauwels                | 13º                          |
| 59                           | Alejandro Valverde           | 3º                           | 139                       | Sep Vanmarcke             | 104º                      | 219                          | Daniel Teklehaimanot         | 49º                          |
| Manager: José Luis Arrieta   | Manager: José Luis Arrieta   | Manager: José Luis Arrieta   | Manager: Nico Verhoeven   | Manager: Nico Verhoeven   | Manager: Nico Verhoeven   | Manager: Jens Zemke          | Manager: Jens Zemke          | Manager: Jens Zemke          |
| BMC Racing Team              | BMC Racing Team              | BMC Racing Team              | Trek Factory Racing       | Trek Factory Racing       | Trek Factory Racing       |                              |                              |                              |
| 61                           | Tejay van Garderen           | R 17ª                        | 141                       | Bauke Mollema             | 7º                        |                              |                              |                              |
| 62                           | Damiano Caruso               | 53º                          | 142                       | Julián Arredondo          | 124º                      |                              |                              |                              |
| 63                           | Rohan Dennis                 | 101º                         | 143                       | Fabian Cancellara         | NP 4ª                     |                              |                              |                              |
| 64                           | Daniel Oss                   | 97º                          | 144                       | Stijn Devolder            | 148º                      |                              |                              |                              |
| 65                           | Manuel Quinziato             | 120º                         | 145                       | Laurent Didier            | NP 17ª                    |                              |                              |                              |
| 66                           | Samuel Sánchez               | 12º                          | 146                       | Markel Irizar             | 93º                       |                              |                              |                              |
| 67                           | Michael Schär                | 56º                          | 147                       | Bob Jungels               | 27º                       |                              |                              |                              |
| 68                           | Greg Van Avermaet            | NP 16ª                       | 148                       | Grégory Rast              | 102º                      |                              |                              |                              |
| 69                           | Danilo Wyss                  | 63º                          | 149                       | Haimar Zubeldia           | 62º                       |                              |                              |                              |
| Manager: Valerio Piva        | Manager: Valerio Piva        | Manager: Valerio Piva        | Manager: Alain Gallopin   | Manager: Alain Gallopin   | Manager: Alain Gallopin   |                              |                              |                              |
| Lotto-Soudal                 | Lotto-Soudal                 | Lotto-Soudal                 | Lampre-Merida             | Lampre-Merida             | Lampre-Merida             |                              |                              |                              |
| 71                           | Tony Gallopin                | 31º                          | 151                       | Rui Costa                 | R 11ª                     |                              |                              |                              |
| 72                           | Lars Bak                     | 37º                          | 152                       | Matteo Bono               | 118º                      |                              |                              |                              |
| 73                           | Thomas De Gendt              | 67º                          | 153                       | Davide Cimolai            | 155º                      |                              |                              |                              |
| 74                           | Jens Debusschere             | 145º                         | 154                       | Kristijan Đurasek         | 76º                       |                              |                              |                              |
| 75                           | André Greipel                | 134º                         | 155                       | Nélson Oliveira           | 47º                       |                              |                              |                              |
| 76                           | Adam Hansen                  | 114º                         | 156                       | Rubén Plaza               | 30º                       |                              |                              |                              |
| 77                           | Greg Henderson               | NP 7ª                        | 157                       | Filippo Pozzato           | 125º                      |                              |                              |                              |
| 78                           | Marcel Sieberg               | 150º                         | 158                       | José Serpa                | 122º                      |                              |                              |                              |
| 79                           | Tim Wellens                  | 129º                         | 159                       | Rafael Valls              | 78º                       |                              |                              |                              |
| Manager: Marc Wauters        | Manager: Marc Wauters        | Manager: Marc Wauters        | Manager: Philippe Mauduit | Manager: Philippe Mauduit | Manager: Philippe Mauduit |                              |                              |                              |

## Ciclisti per nazione
| Pos.   | Nazionalità   | Numero ciclisti |
| ------ | ------------- | --------------- |
| 1      | Francia       | 41              |
| 2      | Paesi Bassi   | 20              |
| 3      | Italia        | 16              |
| 4      | Spagna        | 15              |
| 5      | Belgio        | 11              |
| 6      | Australia     | 10              |
| 6      | Germania      | 10              |
| 6      | Svizzera      | 10              |
| 6      | Regno Unito   | 10              |
| 10     | Colombia      | 6               |
| 11     | Polonia       | 4               |
| 11     | Portogallo    | 4               |
| 11     | Sudafrica     | 4               |
| 11     | Rep. Ceca     | 4               |
| 15     | Danimarca     | 3               |
| 15     | Irlanda       | 3               |
| 15     | Lussemburgo   | 3               |
| 15     | Austria       | 3               |
| 15     | Stati Uniti   | 3               |
| 20     | Eritrea       | 2               |
| 20     | Estonia       | 2               |
| 20     | Canada        | 2               |
| 20     | Nuova Zelanda | 2               |
| 20     | Norvegia      | 2               |
| 25     | Argentina     | 1               |
| 25     | Kazakistan    | 1               |
| 25     | Croazia       | 1               |
| 25     | Lituania      | 1               |
| 25     | Russia        | 1               |
| 25     | Slovacchia    | 1               |
| 25     | Slovenia      | 1               |
| 25     | Ucraina       | 1               |
| Totale | Totale        | 198             |